# Femsko sodišče
Femska sodišča (nemško Vehmgericht ali krajše Vehm)  so  bila vrsta tajnih sodišč, katerih korenine segajo v 13. stoletje v Vestfalijo, od koder so se razširila v druge nemško govoreče dežele. Ime izvira iz stare nižje nemščine.
Sodišča so bila dejavna v poznejšem srednjem veku in temeljila na bratovščini sodnikov porotnikov, imenovani »svobodni sodniki« (nemško Freischöffenor, francosko  francs-juges).  Prvotni sedež sodišč je bil v Dortmundu. Sodni postopki so bili včasih tajni, kar je vodilo do alternativnih nazivov »tajna sodišča« (nemško heimliches Gericht), »tiha sodišča« (nemško Stillgericht) ali »prepovedana sodišča« (nemško verbotene Gerichte). Po izvršitvi smrtne obsodbe so  truplo pogosto obesili na drevo, da bi oznanili razsodbo in odvrnili druge od zločinskih dejanj.
Vrhunec dejavnosti femskih sodišč je bil med 14. in 15. stoletjem, manjša dejavnost pa je potrjena v 13. in 16. stoletju. Razpršeni dokazi dokazujejo njihov obstoj še v 17. in 18. stoletju. Dokončno ukinjena so bila z ukazom Jérôma Bonaparteja, kralja Vestfalije, leta 1811.
Na femskih sodiščih so temeljila kasnejša okrožna sodišča Frankovske. Svoja   pooblastija so prejela od cesarja Svetega rimskega cesarstva, od katerega so prejela tudi pristojnost za  izrekanje smrtne kazni (nemško Blutgericht), ki so jo izrekale v njegovem imenu. Povsod drugod so oblast nad življenjem in smrtjo, ki je bila prvotno v izključni pristojnosti cesarja, uzurpirali teritorialni plemiči.

## Ime
Izvor imena je negotov, vendar se zdi, da je v srednjo visoko nemščino prišel iz srednje spodnje nemščine. Beseda vëmefirst se v srednjevisokonemški književnosti  13. stoletja pojavlja kot samostalnik s pomenom kazen. V dokumentu iz leta 1251 je navedek  illud occultum judicium, quod vulgariter vehma seu vridinch appellari consuevit - to je skrita pravičnost, ki se običajno imenuje vema. Splošni pomen beseda kazen ni bil povezan s posebnimi sodišči v Vestfaliji. Slednja so se prvotno imenovala preprosto kaznovalna sodišča, ko je beseda vëmefirst preko Saške in Vestfalije vstopila v južnonemška narečja, pa se je  pomen besede v zgodnji novi nemščini pripisal predvsem dejavnostim teh sodišč.
Med romantiko od 18. do 19. stoletja je prišlo do različnih zgrešenih poskusov, da bi razložili nejasni pomen besede ali ga povzdignili v status ostanka poganske antike, kar je povzročilo nekaj posmehovanja. Etimologija, ki jo je predlagal James Skene leta 1824, izpeljuje besedo iz izraza Baumgericht (dobesedno drevesni zakon), ki naj bi bil ostanek poganskega zakona o divjem lovu in poganskih tajnih združb.

## Izvor
Vestfalska femska sodišča so se razvila iz visokosrednjeveških svobodnih sodišč (nemško Freigerichte), pristojnih znotraj svobodne grofije (nemško  Freigrafschaft). Zaradi cesarske reforme Svetega rimskega cesarstva v 14. stoletju (zlata bula iz leta 1356) so deželne grofije izgubile velik del svoje moči, Freigerichte pa je izginil, z izjemo Vestfalije, ki je obdržala svojo oblast. Tam so se sodišča preoblikovala v femska sodišča.
Sedež femskih sodišč (nemško Freistuhl) je bil sprva v  Dortmundu na trgu med dvema lipama, id katerih je bila ena znana kot Femelinde. Z naraščenjem vpliva Kölna v 15. stoletju se je sedež leta 1437 preselil v Arnsberg.

## Članstvo in postopki
Seje so bile pogosto tajne, od koder izvirajo imena »tajno sodišče« (nemško  heimliches Gericht), »tiho sodišče« (Stillgericht) in druga. Udeležba na tajnih sejah je bila neposvečenim prepovedana  pod grožnjo smrti, kar je pripeljalo do imena »prepovedana sodišča« (verbotene Gerichte). Sodišču je predsedoval predsednik (Stuhlherr), sodili pa so sodniki porotniki (Freischöffen). Sodišče je ustanovilo tudi svoj Sveti red.
Sodnik je lahko postal vsak svoboden človek »čistokrvnega nemškega rodu« in dobrega značaja. Novi kandidat je dobil tajne podatke in identifikacijske simbole. Oboje je moral skrivati tudi pred svojo najožjo družino. Sodniki porotniki so morali uradno opozarjati na znane povzročitelje težav, izdajati naloge in sodelovati pri usmrtitvah.
Organizacija femskega sodišča je bila dovršena. Središče vsake jurisdikcije se je imenovalo »svobodni sedež« (Freistuhl), njegov vodja ali predsednik (Stuhlherr) pa je bil pogosto posvetni ali duhovni knez, včasih tudi civilna osebnost (Oberststuhlherren). Dejanski predsednik sodišča je bil »svobodni grof« (Freigraf), ki ga je Stuhlherr dosmrtno izbral izmed Freischöfferni, ki so tvorili veliko telo posvečenih. Od teh so bili najnižji rang Fronboten ali Freifronen, zadolženi za vzdrževanje reda na sodiščih in dolžnost izvrševanja ukazov Freigrafa. Izjemen razvoj femskega sodišča pojasnjujejo privilegiji Freischöffenov, saj so bili izključno v pristojnosti vestfalskih sodišč. Bodisi kot obtoženci ali tožniki so imeli dostop do tajnih sej in so sodelovali v razpravah generalnega kapitlja o politiki družbe. Na začetku so prisegli, da bodo podpirali Fehme z vsemi svojimi močmi, da bodo varovali njegove skrivnosti in da bodo pred njegovo sodišče postavili vse, kar bi odkrili in je bilo v prostojnosti sodišča. Nato so bili posvečeni in dobili tajne prepoznavne znake ter vrv in nož, na katerem so bile vgravirane mistične črke S.S.G.G., ki naj bi pomenile Stein, Strick, Gras, grün (kamen, vrv, trava, zeleno).
Zasedanje sodišča je bilo običajno na hribu ali kakšnem drugem znanem in dostopnem mestu. Sodnika (Freigraf in Schöffen) sta zasedla zasedla klop, pred katero je bila postavljena miza z mečem in vrvjo na njej. Sodišče je zasedalo  podnevi. Če seja ni bila razglašena za tajno, so na njej lahko prisostvovali vsi svobodnjaki, ne glede na to, ali so bili inicirani ali ne. Obtožba je bila v stari nemški obliki. Tožnik je bil lahko samo svobodnjak. Če je bilo kaznivo dejanje v pristojnosti sodišča, kar pomeni, da je bilo zanj zagrožena smrtna kazen, je bil obtožencu izdan poziv s pečatom Freigrafa. Poziva običajno niso vročili obtožencu osebno, ampak so ga pribili na vrata ali na kakšno priročno vidno mesto. V skladu s starimi saškimi zakoni je bilo dovoljenih šest tednov in tri dni odloga, poziv pa je bil ponovljen trikrat. Če se je obtoženec pojavil na sodišču, je tožilec predstavil  primer. Začela se je preiskava z zaslišanjem prič, enako  kot na rednem sodišču. Če je bilo mogoče, se je sodba izvršila na kraju samem.
Tajno sodišče, zaradi katerega je celotna institucija pridobila svoj zli sloves, je bilo zaprto za vse neposvečene. Ker je bilo posvečenih veliko, je bilo zasedanje sodišča tako rekoč javno. Če so na seji odkrili neposvečenega udeleženca, so ga takoj usmrtili, prisotni pa so bili pod smrtno kaznijo zavezani, da ne bodo razkrili, kaj se je zgodilo. 
V pristojnost tajnega sodišča so spadali zločini, po mnenju sodišče neprimerni za običajno sodno preiskavo. Mednje so spadali krivoverstvo in čarovništvo, pritožbe oseb, obsojenih na odprtih sodiščih, in primeri, ko se obtoženi ni odzval na poziv sodišča. Obtoženec, ki je bil posvečen, se je lahko opral s svojo prisego, razen če je razkril skrivnosti sodišča. Če je bil obtoženec neposvečen, je moral dokazati svojo nedolžnost s pričami. Njihovo število je bilo odvisno od števila prič tožnika. Enaindvajset prič v prid nedolžnosti je obvezno zagotovilo oprostilno razsodbo. 
Edina kazen, ki jo je tajno sodišče lahko izreklo, je bila smrt. Če se je obtoženec pojavil pred sodiščem, je bila kazen takoj izvršena. Če obtoženca ni bilo na zasedanju, ga je bil dolžan ubiti prvi, ki ga je srečal. Smrtno kazen so običajno izvršili z obešanjem, pogosto na najbližje drevo. Ob trupli s pustili nož za mističnimi črkami, da bi pokazali, da dejanje ni umor.
V nekaterih primerih so obsojene izpustili in jim dali nekaj ur prednosti, nato pa jih lovili in usmrtili. Ugled Fehmeja in njegov doseg sta bila tako strašna, da so mnogi tako izpuščeni storili samomor, ker je bila usmrtitev neizogibno. Ta praksa bi lahko bila ostanek starogermanskega pravnega koncepta izobčenja (Acht).
Legende in romance so združeno še povečale zlovešč sloves femskih sodišč. Sodobne zgodovinske raziskave so to v veliki meri zavrnile in dokazale, da nikoli niso uporabljali mučenja, da so bila  njihova  zasedanja le včasih tajna in da so bila mesta zasedanj vedno dobro znana.

## Razširjenost femskih sodišč
Sistem, čeprav starodaven, je prišel v širšo rabo šele po razdelitvi vojvodine Saške po padcu Henrika Leva, ko se je na čelo postavil kölnski nadškof Engelbert II. Berški, od leta 1180 tudi vestfalski vojvoda. Organizacija se je nato hitro širila. Pravico do članstva je imel vsak svoboden moški, rojen v zakoniti zakonski zvezi, ki ni bil izobčen ali razbojnik.
Knezi in plemiči so bili posvečeni. Leta 1429 je sam cesar Sigismund postal »resnični  in pravi Freischöffe Svetega rimskega cesarstva«. V mestni hiši vestfalskega mesta Soest je rokopis, sestavljen iz izvirnega dokumenta femskega sodišča, vključno z ilustracijami.
Do sredine 14. stoletja so bili Freischöffen (latinsko scabini) zapriseženi sodelavci Fehmeja. Na tisoče njih je bilo razkropljenih po vsej Nemčiji. Med seboj so se prepoznavali po skrivnih znakih in geslih. Vsi so se zavezali vročiti vabilo tajnih sodišč in izvršiti njihovo sodbo.

## Zaton in razpustitev femskih sodišč
Nedopustne zlorabe in podkupljivost  so do sredine 15. stoletja povzročile odpor do  ogromnosti femskih sodišč.
Naraščajoča moč lokalnih suverenov in izboljšanje  rednih sodnih postopkov so  postopoma izpodrilili femska sodišča.  Z ukrepi cesarja Maksimilijana I. in drugih nemških knezov so bila sodišča v 16. stoletju ponovno omejena na Vestfalijo. Tudi tam so postopke postopoma prevzela redna sodišča. Femska sodišča so bila nazadnje omejena samo na policijske naloge. S temi funkcijami, vendar v starih oblikah, ki so bile že zdavnaj oropane impresivnosti, so preživela do 19. stoletja. Femska sodišča so bila dokončno ukinjena  po ukazu vestfalskega kralja Jérôma Bonaparteja leta 1811. Zadnji Freigraf je umrl leta 1835.